# Grosvenor Canal

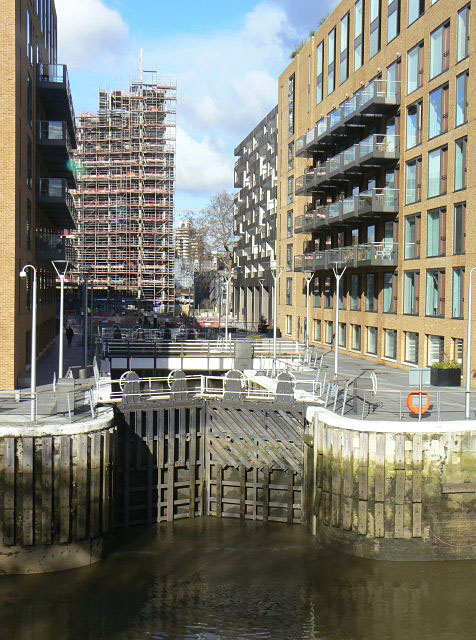
Beginn des Kanals an der Themse (2009)

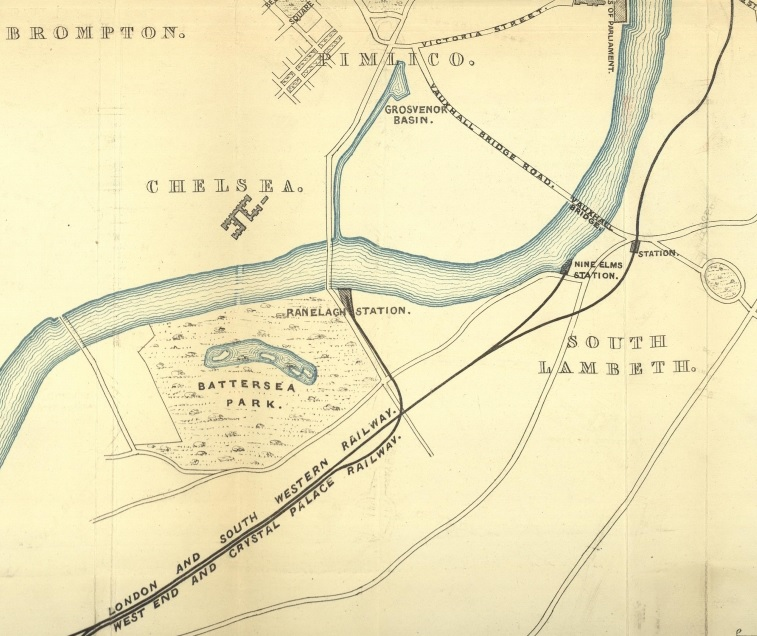
Karte des Kanals aus dem Jahr 1858

Der Grosvenor Canal ist ein Kanal in der City of Westminster, England. Der Kanal wurde 1725 von der Chelsea Waterworks Company erbaut, um Trinkwasser aus der Themse zu gewinnen. 1825 ließ Lord Grosvenor den Kanal des Wasserwerks für den Schiffsverkehr ausbauen. 1829 installierte das Wasserwerk nach zunehmenden Beschwerden über die schlechte Wasserqualität die erste Filteranlage für das Wasser aus der Themse. Der Metropolis Water Act verbot 1852 jedoch danach die Entnahme von Trinkwasser aus der Themse ab 1855 und das Wasserwerk verlegte seinen Sitz 1856 nach Surbiton.
An die Stelle des ehemaligen Wasserwerks wurde der Bahnhof Victoria Station errichtet, weshalb der Endpunkt des Kanals, das Grosvenor Basin, aufgeschüttet wurde. 1899 wurden Teile des Kanals für die Erweiterung des Bahnhofs aufgefüllt und 1927 wurde ein weiterer Abschnitt des Kanals beim Bau des Ebury Bridge Estates aufgefüllt. Ab 1928 diente der verbliebene Teil des Kanals als Anleger für Boote, die Hausmüll aus London über die Themse transportierten. Ende der 1990er Jahre wurde dieses Verfahren eingestellt und die Umgebung des Kanals als Grosvenor Waterside eng mit Wohnhäusern bebaut.
Schleusentore an der Themse und der Turm der Pumpstation des Wasserwerks an der Themse zwischen der Chelsea Bridge im Westen und der Grosvenor Bridge im Osten zeigen den Anfang des verbliebenen Kanalabschnittes an.